# South Farmingdale
South Farmingdale – jednostka osadnicza w Stanach Zjednoczonych, w stanie Nowy Jork, w hrabstwie Nassau.